# نادي تشيلسي
نادي تشيلسي لكرة القدم (بالإنجليزية: Chelsea Football Club) هو فريق كرة قدم إنجليزي يقع في منطقة فولهام في مدينة لندن. تأسس النادي بتاريخ 10 مارس 1905م، ويلعب في الدوري الإنجليزي الممتاز لكرة القدم. يلعب الفريق منذ تأسيسه على ملعب ستامفورد بريدج الذي يستوعب 40،173 متفرج.
حقق النادي نجاحه الأول عام 1955 بإحرازه بطولة الدوري، تبعه بإحراز لقب الكأس عدة مرات في خلال الستينيات والسبعينيات والتسعينيات من القرن العشرين وكذلك في مطلع القرن الحالي. وتمتع الفريق بفترة نجاح مزدهرة خلال 3 عقود الأخيرين بإحرازه 21 لقبًا منذ عام  1997. فعلى الصعيد المحلي، أحرز الفريق لقب الدوري الإنجليزي الممتاز 6 مرات، ولقب كأس الاتحاد الإنجليزي 8 مرات، ولقب كأس الرابطة الإنجليزية 5 مرات، ولقب درع المجتمع الإنجليزي 4 مرات. أما على الصعيد القاري، فقد أحرز الفريق لقب كأس الكؤوس الأوروبية مرتين، ولقب كأس السوبر الأوروبي مرتين، ولقب الدوري الأوروبي مرتين، ولقب دوري أبطال أوروبا مرتين، وكذلك لقب كأس العالم للأندية مرتين، ولقب دوري المؤتمر الأوروبي مرة واحدة. ويعد تشيلسي هو النادي اللندني الوحيد الذي أحرز لقب دوري أبطال أوروبا، كما أنه أحد الفريق الأول والوحيد الذي أحرز ألقاب البطولات الأوروبية الأربع الكبرى، بالإضافة إلى كونه أول فريق يحرز ثلاث ألقاب البطولات الأوروبية الكبرى معًا.
يرتدي الفريق زيًا رسميًا ذو لون أزرق غامق وجوارب بيضاء، وقد تغير شعار الفريق عدة مرات في محاولةٍ لتحسين صورته ومواكبتة للعصر الحديث، حيث إن الشعار الحالي الذي يُظهر أسدًا واقفًا يحمل عصا هو نسخة معدلة من الشعار الذي ظهر في الخمسينيات. وقد حافظ تشيلسي على موقعه من حيث كونه الفريق الخامس الأكثر حضورا للجمهور في الكرة الإنجليزية، فقد كان معدل الحضور في موسم 2012–13 هو 41،462 وهو سادس أعلى معدل في الدوري الإنجليزي الممتاز.
أًصبح نادي تشيلسي ملكًا للملياردير الروسي السابق رومان أبراموفيتش منذ يوليو/تموز 2003. وفي شهر أبريل/نيسان 2013 صنفته مجلة فوركس في المركز السابع في قائمة أغنى نادٍ في العالم بقيمة 588 مليون يورو (901 مليون دولار) وبزيادة 18% عن العام السابق.

## التاريخ

### البداية

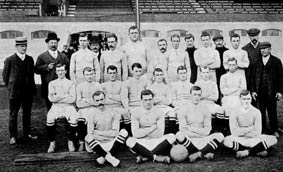
أول صورة للفريق في عام 1905

في عام 1904، حصل غاس ميرز على ملعب ستامفورد بريدج للألعاب الرياضية وعزم على تحويله إلى ملعب كرة قدم. وقد عرض تأجيره على نادي فولهام لكن عرضه قوبل بالرفض فاختار أن يؤسس الفريق الخاص به ليستخدم الملعب. وبما أن المنطقة احتوت على نادٍ باسم فولهام، فقد تقرر تسمية الفريق الجديد باسم تشيلسي بعد أن اقتُرحت أسماء أخرى مثل نادي ستامفورد بريدج، ونادي لندن، ونادي كينسينجتون. تأسس تشيلسي في العاشر من مارس/آذار عام 1905 في حانة ذا رايسينغ سن (المسماة الآن ذا بوتشر هوك) المقابلة للمدخل الرئيسي لطريق فولهام حاليًا. وقد اختير بعدها مباشرةً للمشاركة في دوري كرة القدم.
صعد الفريق إلى دوري الدرجة الأولى في موسمه الثاني، وتأرجح بين الدرجتين الأولى والثانية خلال أعوامه الأولى. وقد وصل إلى نهائي كأس الاتحاد الإنجليزي عام 1915 حيث خسر أمام فريق شيفيلد يونايتد على ملعب الأولد ترافورد، كما أنهى موسم 1920 في المركز الثالث بدوري الدرجة الأولى حيث كان أفضل مواسم الفريق حتى ذلك الوقت. اجتذب تشيلسي حشودًا من الجماهير وذاع صيته لشرائه لاعبين كبار، ولكن النجاح تملص منه في الفترة المحصورة ما بين الحربين العالميتين.

### بداية الإنجازات
عُين المهاجم السابق بنادي أرسنال والمنتخب الإنجليزي تيد دريك مديرًا لتشيلسي عام 1952 وتابع تحديث الفريق. فقد أزال الشعار السابق للنادي وطوّر نظام إعداد وتدريب الشباب، وأعاد بناء الفريق بعقد صفقات ذكية من الدرجات الدنيا ودوريات الهواة، وقاد تشيلسي إلى نجاحه الأول على مستوى البطولات وهي بطولة الدوري في موسم 1954-1955. في الموسم التالي أنشأ الاتحاد الأوروبي بطولة دوري أبطال أوروبا ولكن تشيلسي اُقنع بالانسحاب من المسابقة قبل أن تبدأ بعد اعتراضات من دوري كرة القدم والاتحاد الإنجليزي لكرة القدم. وقد فشل تشيلسي في الحفاظ على هذا النجاح وأمضى باقي الخمسينيات في منتصف الترتيب. ترك دريك الفريق عام 1961 وحل مكانه المدرب واللاعب السابق تومي دوكيرتي.

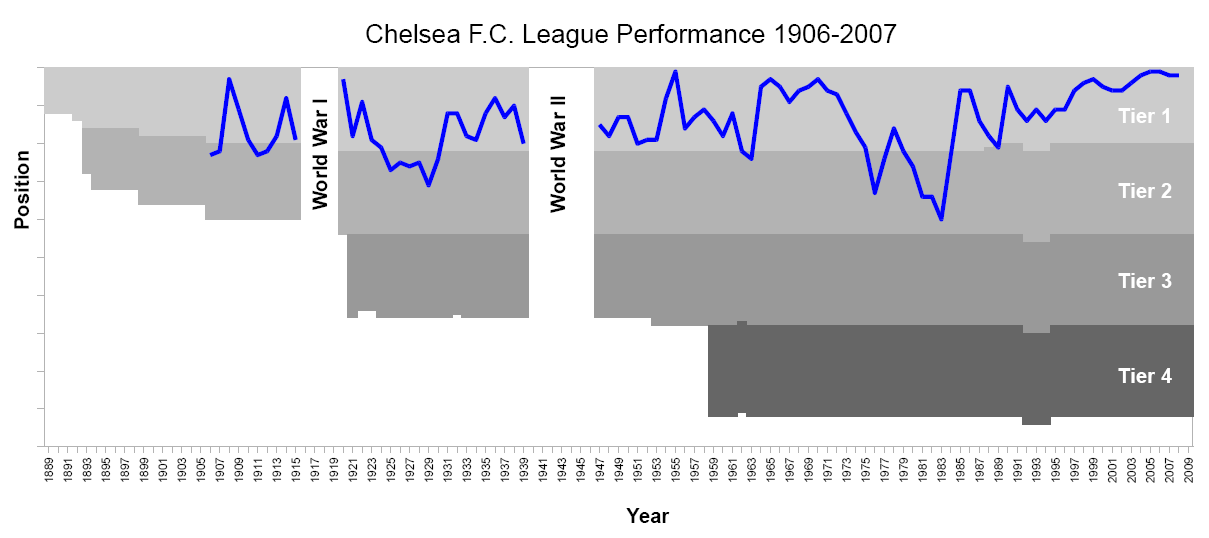
رسم بياني يوضح تطور مستوى الفريق عند نهاية موسم الدوري بدءًا من موسم 1905-1906 حتى موسم 2007-2008

بنى دوكيرتي فريقًا جديدًا من اللاعبين الموهوبين الصاعدين من فريق الشباب، ونافس تشيلسي على عدة بطولات خلال الستينيات. وقد كان الفريق في طريقه لتحقيق ثلاثية: الدوري، وكأس رابطة الأندية الإنجليزية، وكأس الاتحاد الإنجليزي بوصوله إلى المراحل النهائية في موسم 1964-1965 فأحرز لقب كأس رابطة الأندية الإنجليزية لكنه تعثر في تحقيق لقبي البطولتين الأخرتين. وقد هُزم تشيلسي في ثلاثة مواسم في نصف نهائي ثلاث بطولات كبرى، كما حصل على لقب الوصيف في بطولة كأس الاتحاد الإنجليزي. كما حقق لقب كأس الاتحاد الإنجليزي عام 1970 تحت قيادة ديف سيكستون خليفة دوكيرتي بعد تغلبه على ليدز يونايتد 2-1 في المباراة النهائية. وفي الموسم التالي حقق الفريق أولى نجاحاته الأوروبية بحصوله على لقب كأس الكؤوس الأوروبية بعد فوزه على ريال مدريد في إياب النهائي في أثينا.

### فترة الهبوط
كانت فترة نهاية السبعينيات ومطلع الثمانينيات فترة عصيبة على نادي تشيلسي. فقد أدى التوق إلى تطوير ملعب ستامفورد بريدج إلى تهديد الاستقرار المالي للفريق فباع أبرز نجومه مما أدى إلى هبوطه إلى الدرجة الثانية. وقد عانى النادي من مشاكل أكبر سببها عنصر متعصب من المشجعين عُرف بالتعصب الرياضي مما أزعج الفريق خلال هذ العقد. وفي عام 1981 وصل تشيلسي إلى حضيض حالته المالية حيث اشتراه رجل الأعمال كين بايتس مقابل جنيهًا استرلينيًا واحدًا بالرغم من أن الفريق كان قد خسر ملكية ملعب ستامفورد بريدج لصالح المطورين العقاريين وبهذا فقد خسر أرضه. أما على أرض الملعب، فقد اقترب الفريق من الهبوط إلى الدرجة الثالثة للمرة الأولى في تاريخه، لكن جون نيل مدير النادي في ذلك الوقت شكل فريقًا جديدًا بأدنى نفقات فحقق بطولة دوري الدرجة الثانية وصعد إلى الدرجة الأولى في موسم 1983-1984 قبل أن يهبط مجددًا عام 1988 لكنه سرعان ما نهض ليحقق لقب الدرجة الثانية في نفس الموسم.

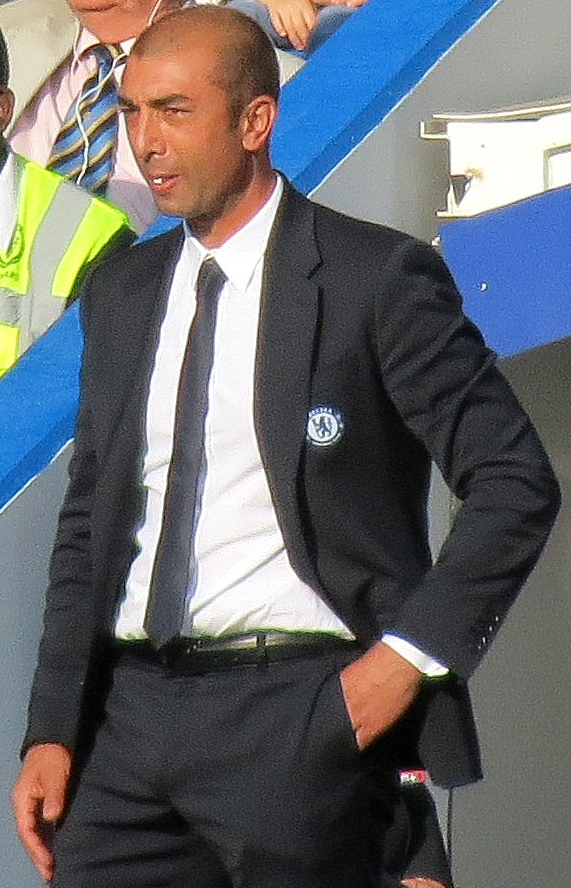
روبيرتو دي ماتيو الفائز ببطولة دوري أبطال أوروبا.

تمكن بيتس من إعادة ملكية ملعب ستامفورد بريدج إلى النادي عام 1992 بعد صراعات قانونية طويلة، حيث عقد صفقة مع بنوك المطورين العقاريين الذيت أفلسوا بعد انهيار السوق. لكن أداء تشيلسي في البريمير ليغ لم يكن مقنعًا بالرغم من وصوله إلى نهائي كأس الاتحاد الإنجليزي عام 1994 بقيادة غلين هودل. ولم يتغير حظ تشيلسي حتى عام 1996 حيث عُين رود خوليت مديرًا فنيًا للنادي فضم عدة لاعبين دوليين إلى الفريق فربح كأس الاتحاد الإنجليزي عام 1997 وعاد أحد أكبر الأندية الإنجليزية مجددًا. بعد ذلك اُستبدل خوليت بجانلوكا فيالي الذي قاد الفريق إلى الفوز بدوري كرة القدم، وكأس الكؤوس الأوروبية، وكأس السوبر الأوروبية عام 1998؛ كما حقق كأس الاتحاد الإنجليزي عام 2000 بالإضافة إلى الظهور الأول للفريق في دوري أبطال أوروبا. أقيل بعدها فيالي من أجل تعيين كلاوديو رانييري الذي قاد الفريق إلى نهائي كأس الاتحاد الإنجليزي عام 2002 والتأهل إلى دوري أبطال أوروبا موسم 2002-2003.

### حقبة جديدة

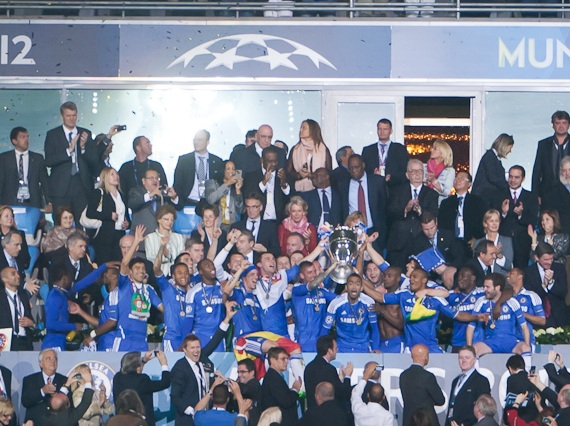
احتفال لاعبو نادي تشيلسي بتحقيق بطولة دوري أبطال أوروبا للمرة الأولى على حساب بايرن ميونخ

في عام 2003، باع بيتس نادي تشيلسي إلى الملياردير الروسي رومان أبراموفيتش مقابل 140 مليون جنيهًا استرلينيًا. وقد أنفق أكثر من 100 مليون جنيهًا استرلينيًا لجلب لاعبين جدد ولكن رانييري لم يتكمن من إحراز أي ألقاب فاستُبدل بجوزيه مورينيو.  وتحت قيادة مورينيو أصبح تشيلسي الفريق الخامس الذي يحرز لقب الدوري مرتين متتاليتين منذ الحرب العالمية الثانية وذلك موسمي 2004-2005 و 2005-2006، بالإضافة إلى تحقيق كأس الاتحاد الإنجليزي عام 2007 ودوريا كرة قدم عامي 2005 و2007. استُبدل بعدها مورينيو بأفرام غرانت الذي قاد الفريق للوصول إلى نهائي دوري أبطال أوروبا للمرة الأولى حيث خسر أمام مانشستر يونايتد بضربات الترجيح.
عام 2009 قاد غوس هيدينك نادي تشيلسي إلى نجاح آخر في كأس الاتحاد الإنجليزي، خلفه كارلو أنشيلوتي واستطاع أن يحقق الثنائية الأولى للفريق بإحراز لقب الدوري الممتاز وكأس الاتحاد في موسم 2009-2010 ليصبح بذلك أول فريق إنجليزي من الكبار يحرز مئة هدف في موسم واحد منذ 1963. وفي عام 2012 عُين روبيرتو دي ماتيو مدربًا مؤقتًا؛ وقاد تشيلسي لتحقيق كأس الاتحاد الإنجليزي للمرة السابعة، كما حقق بطولة دوري أبطال أوروبا للمرة الأولى ليصبح أول فريق لندني يفوز بالبطولة بعد أن تغلب على بايرن ميونخ 4-3 بركلات الترجيح. وبعدها بعام واحد، تمكن تشيلسي من تحقيق بطولة دوري أوروبا ليصبح أول فريق يحقق بطولتين أوروبيتين كبرتين معًا، ويصبح أحد أربعة فرق والفريق البريطاني الوحيد الذي يحقق البطولات الأوروبية الثلاث الكبرى.

## الملعب

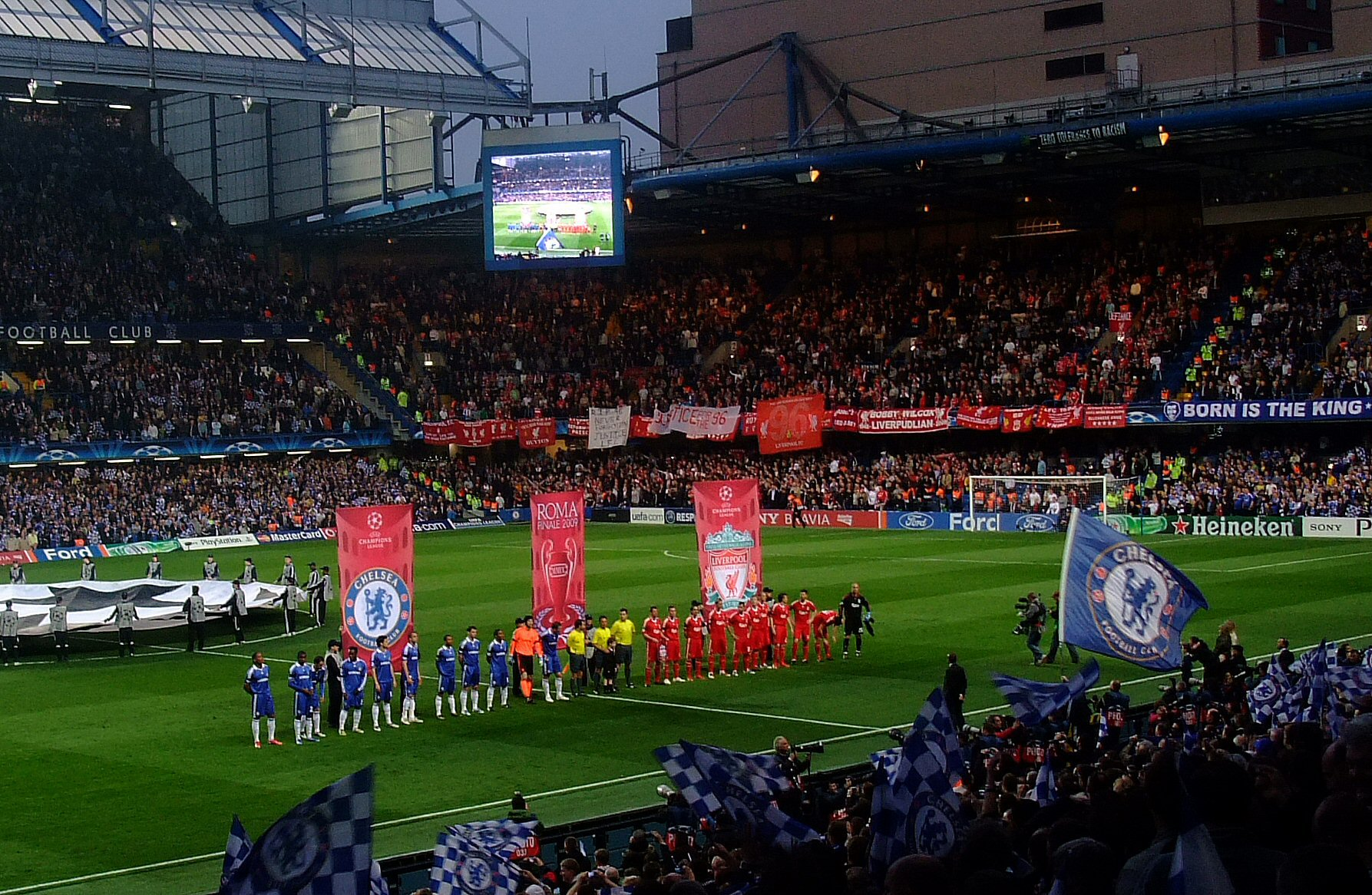
ستامفورد بريدج ملعب نادي تشيلسي

ستامفورد بريدج (بالإنجليزية: Stamford Bridge) هو استاد كرة قدم يقع على حدود فولهام وتشيلسي، وهو ملعب نادي تشيلسي لكرة القدم. يلقب بالجسر، وتبلغ سعته 41,789 متفرج. حيث يُعتبر ثامن أكبر ملعب لفرق الدوري الإنجليزي الممتاز.
لم يكن لنادي تشيلسي ملعبًا آخرًا غير ستامفورد بريدج طوال تاريخه، حيث لعب فيه منذ تأسيسه حتى الآن. افتُتح الملعب في 28 أبريل/نيسان عام 1877 واستخدمه نادي لندن للألعاب الرياضية (بالإنجليزية: London Athletics Club) لمدة ثمانية وعشرين عامًا للاجتماعات الرياضية فلم يكن مخصصًا لكرة القدم. وفي عام 1904 حصل رجل الأعمال غاس ميرز وأخوه جوزيف على ملكية الملعب كما اشتروا أرضًا قريبة كانت سابقًا أرضًا تُزرع ويُباع ثمرها بهدف إجراء مباريات كرة قدم على الأرض الجديدة حيث بلغت مساحتها 51000 م2. وقد صُمم ملعب ستامفورد بريدج لصالح عائلة ميرز، حيث صممه المهندس المعماري المشهور أرشيبالد ليتش الذي عُرف بتصاميم منشآت كرة القدم حيث صمم ملعب ايبروكس، وسيلتيك بارك وهامبدن بارك. وعلى الرغم من أن غالبية أندية كرة القدم قد تأسست أولًا ثم سعت لإنشاء الأرض التي ستلعب عليها، فإن تشيلسي قد تأسس خصيصًا من أجل ملعب ستامفورد بريدج.
خضع الاستاد لعديدٍ من التغييرات الكبرى على مدار السنين، وكان أحدثها في التسعينيات، حيث جُدد المدرج ليضم مقاعد تكفي كل المتفرجين.ففي البداية كانت سعة الملعب 100 ألف متفرج، ثم شهدت ثلاثينيات القرن الماضي إنشاء مدرج جديد في الجزء الجنوبي من الملعب كما أُنشيء سقف يغطي حوالي خمس مساحة المنصة وقد عُرف الملعب فيما بعد باسم «ذا شيد اند». أصبحت مدرجات ستامفورد بريدج مقر مشجعي تشيلسي الأوفياء خاصةً خلال الستينيات والسبعينيات والثمانينيات من القرن الماضي. ولم يُعرف حتى الآن السبب وراء تسمية الملعب بهذا الاسم ولكن قد يرجع السبب إلى شكل السقف الذي يشبه الغطاء الحديدي المتعرج.
في مطلع السبعينيات أعلن مُلاك النادي تحديث الملعب وخططوا لتطويره لأعلى مستوى ليسع 500 ألف متفرج. وقد بدأ العمل في المنصة الشرقية عام 1972 لكن المشروع واجه العديد من المشاكل ولم يكتمل حيث أن تكلفة المشروع عرضت الفريق لخطر الإفلاس، وبلغت تلك المشاكل ذروتها حين بيعت ملكية الملعب إلى المطورين العقاريين. ولم يضمن تشيلسي استمراره في ملعبه حتى منتصف التسعينيات فبعد صراعات قانونية طويلة استأنف أعمال التجديد حيث تم تحويل كلاً من الجزء الشمالي والجنوبي والغربي من الملعب إلى منصة كاملة المقاعد واكتملت هذه العملية بحلول عام 2001.

## الشعار والألوان

### الشعار
تميز تشيلسي بأربع شعارات أساسية منذ تأسيسه ومع ذلك فقد تعرضوا جميعًا لتعديلات طفيفة، حيث وُضعت صورة للبنشنرز في أول شعارٍ للفريق عام 1905 ليتوافق مع لقب الفريق وهو البنشنرز، وقد بقي هذا الشعار لمدة نصف قرن على الرغم من عدم ظهوره على قمصان الفريق. وبعد ذلك قرر تيد دريك إزالة صورة البنشنر وتغيير شعار النادي بدءًا من عام 1905 بما يتماشى مع سياسته لتحديث الفريق. ولسد الفجوة، صُمم شعارًا جديدًا مؤقتًا يحمل الأحرف C.F.C وهي الأحرف الأولى من اسم الفريق «نادي تشيلسي لكرة القدم» واستمر العمل به لمدة عام واحد. وفي عام 1953 تغير الشعار ليحمل صورة أسد قائم ينظر خلفه ويحمل صولجانًا واستمر هذا الشعار لثلاثة عقود وقد صُمم وفقًا لعوامل شعار النبالة لمنطقة تشيلسي. وقد احتوى الشعار أيضًا على ثلاث وردات حمراء لتمثل إنجلترا كما احتوى على كرتي قدم. وقد كان هذا الشعار أول شعار يوضع على قمصان الفريق حيث بدأ تطبيق سياسة وضع الشعارات على القمصان في مطلع الستينيات.
تغير شعار الفريق مرة أخرى عام 1986 بعد أن امتلكه كين بايتس في محاولة أخرى لتحديث الفريق وتسويقه واحتوى الشعار الجديد على أسدٍ يبدو طبيعيًا أكثر كما أنه غير رمزي، ويظهر باللون الأبيض بدلًا من الأزرق واقفًا أعلى الأحرف C.F.C. وقد استمر هذا الشعار لمدة 19 عامًا رغم دخول بعض التعديلات عليه، مثل استخدام اللون الأحمر من 1987 حتى 1995 واللون الأصفر من 1995 حتى 1999 ثم عودة اللون الأبيض مرة أخرى. وعندما امتلك رومان أبراموفيتش الفريق ومع اقتراب موعد مئويته ونتيجة لمطالب أنصار الفريق باستعادة شعار 1950 الشهير، فقد تقرر تغيير الشعار مرة أخرى عام 2005 فظهر الشعار الجديد رسميًا في بداية موسم 2005-2006 ومثّل عودة التصميم القديم الذي استُخدم من 1953 حتى 1986.

شعار تشيلسي من عام 1905 حتى عام 1952
شعار تشيلسي من عام 1953 حتى عام 1986
شعار تشيلسي من عام 1986 حتى عام 2005
شعار تشيلسي في موسم 2005-2006 للاحتفال بالذكرى المئوية، استُخدم في موسم 2005-2006 فقط

### الألوان
ارتدي تشيلسي اللون الأزرق طوال تاريخه على الرغم من أن الفريق ارتدى في البداية أزرقًا شاحبًا مائلًا إلى الأخضر والذي أُخذ من لون ملابس السباق لرئيس الفريق في ذلك الوقت ايرل كادوجان، وصاحبه سراويل بيضاء وجوارب باللون الأزرق الداكن أو الأسود. بعد ذلك استُبدل الأزرق الشاحب بأزرق ملكي في حدود عام 1912. وفي مطلع الستينيات غير تومي دوكيرتي زي الفريق مجددًا ليرتدي سراويلًا زرقاء (والتي استمرت حتى الآن) وجوارب بيضاء في اعتقاد منه أن هذا سيجعل ألوان الفريق أكثر حداثة وتميزًا حيث لم يسبق لأي فريق آخر أن ارتدى هذه المجموعة اللونية، وقد ارتدى تشيلسي هذا الزي للمرة الأولى في موسم 1964-1965. ومنذ ذلك الوقت استمر الفريق في ارتداء الجوارب البيضاء في الزي الأساسي باستثناء الفترة الواقعة بين عام 1985 وعام 1992 حين أُعيد ارتداء الجوارب الزرقاء.
أما الزي الاحتياطي المعتاد للفريق فهو الأصفر أو الأبيض الكامل مع خطوط زرقاء، ولكن كما هو الحال مع باقي الفرق فقد ارتدى مجموعة أطقم أخرى غير اعتيادية. فقد كان الزي الاحتياطي الأول للفريق مكون من خطوط بيضاء وسوداء، كما ارتدى زيًا مخططًا بالأزرق والأسود مستوحى من ملابس نادي انتر ميلان في مباراة واحدة في الستينيات بأمر من دوكيرتي. كما ارتدى بعض الأطقم الاحتياطية غير الاعتيادية أيضًا ومنها زيًا أخضرًا مخططًا في الثمانينيات، وآخرًا ذو مربعات بيضاء وحمراء في مطلع التسعينيات، وثالثًا باللون البرتقالي المائل للحمرة في منتصف التسعينيات.

## المشجعين والمنافسات
يتمتع تشيلسي بخامس أعلى نسبة حضور جماهيرية في الكرة الإنجليزية ويجذب أكثر من 40000 مشجع إلى ملعب ستامفورد بريدج بانتظام. وقد كان سادس أعلى فريق في نسبة الحضور في الدوري الإنجليزي الممتاز في موسم 2012-2013 بمعدل 41462 مشجع. وتأتي القاعدة الجماهيرية لنادي تشيلسي من مختلف أجزاء لندن الكبرى بما في ذلك مناطق الطبقة العاملة مثل هامرسميث وباترسي والمناطق الأكثر ثراء مثل تشيلسي وكينسينجتون وكذلك المقاطعات الجنوبية الشرقية المحيطة بلندن. كما أن الفريق يتمتع بالعديد من الأندية الداعمة له رسميًا داخل المملكة المتحدة وخارجها، بالإضافة إلى تحقيقه المركز الرابع عالميًا في مبيعات زي الفريق بمعدل 910000 في الفترة الوقعة بين 2007 و2012.
وفي المباريات يغني جمهور تشيلسي أهازيجًا مثل «كيرفري» (وهي على لحن «لورد اوف ذا دانس» وفي الغالب كتب كلماتها ميك جرينواي المؤيد للفريق)
عُرف جمهور نادي تشيلسي بالتعصب الرياضي خلال السبعينيات والثمانينيات. وقد عرفت جماعة من أنصار الفريق (دُعيت في البداية باسم شيد بويز ثم بعد ذلك باسم تشيلسي هيدهنترز) بالعنف قبل المباريات وأثنائها وبعدها، إلى جانب التعصب من جماعات من أنصار بعض الفرق الأخرى مثل جماعة من أنصار وست هام يونايتد عُرفت باسم انتر سيتي فيرم وجماعة من أنصار نادي ميلوول عُرفت باسم باشووكرز. وقد دعت زيادة أحداث العنف في الثمانينيات رئيس النادي كين بايتس إلى اقتراح إقامة حاجز كهربائي لمنع الجمهور من اقتحام أرض الملعب لكن مجلس لندن الكبرى قابله بالرفض.

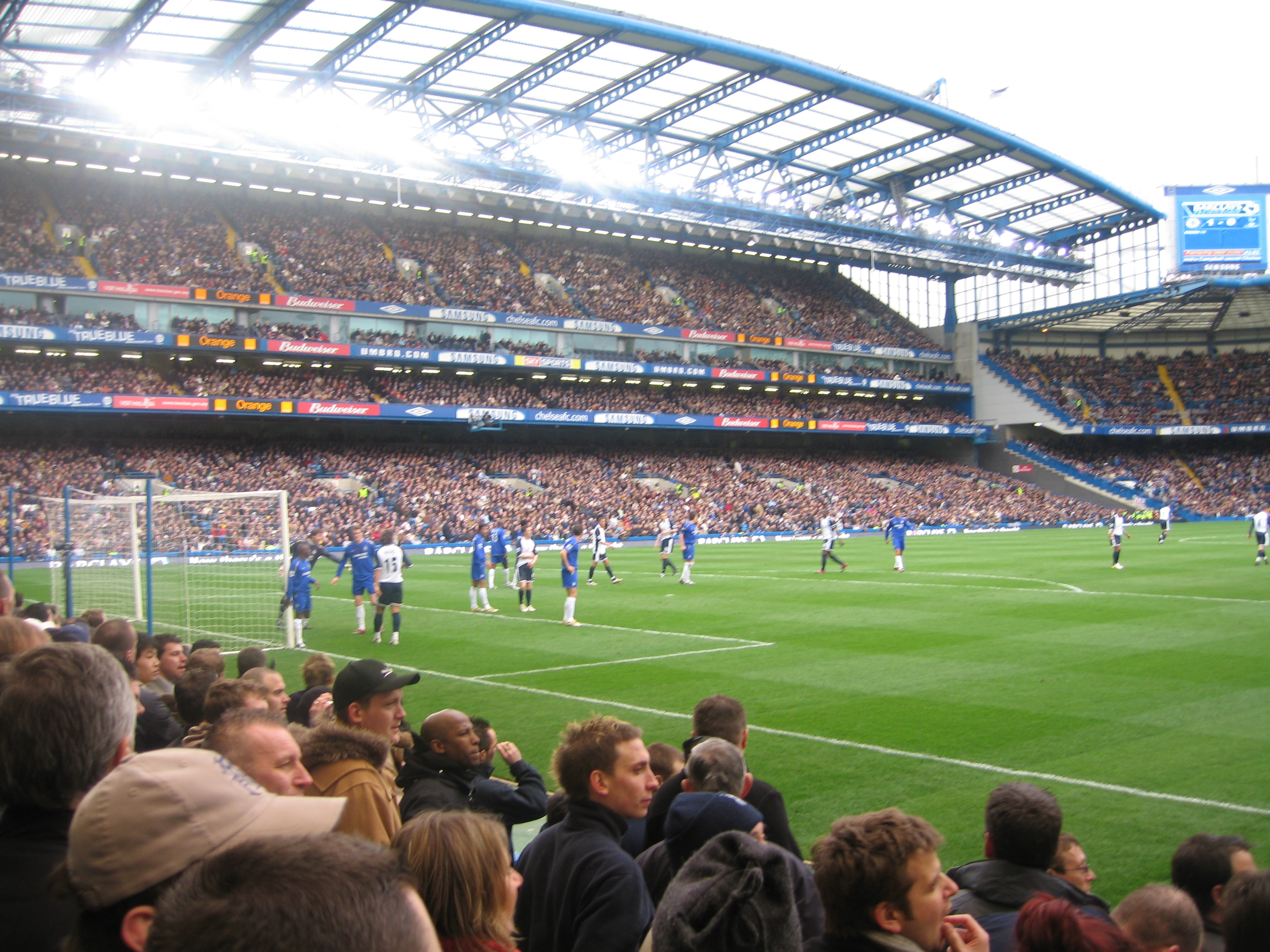
جمهور تشيلسي في مباراة ضد توتنهام هوتسبير في 11 مارس/آذار 2006

شهدت التسعينيات هبوطًا ملحوظًا في المشاكل المصاحبة لاحتشاد الجماهير، وكان ذلك نتيجة لصرامة الشرطة والاستعانة بالدوائر التلفزيونية في الملعب بالإضافة إلى استحداث نظام الملاعب ذات المقاعد الكاملة. وفي عام 2007، أطلق الفريق حملة بعنوان «باك تو ذا شيد» لتحسين الأجواء العاملة لمباريات الفريق على أرضه، وقد حققت نجاحًا بارزًا. ووفقًا لإحصائيات وزارة الداخلية فقد أُلقي القبض على 126 مشجعًا لنادي تشيلسي لجرائم متعلقة بكرة القدم في موسم 2009-2010 وهو ثالث أعلى معدل في الدرجة الممتازة، كما أصدر 27 أمر اعتقال وهو خامس أعلى معدل في تلك الدرجة.

### المنافسات
ليس لنادي تشيلسي منافسًا تقليديًا على شاكلة ديربي الميرسيسايد وديربي شمال لندن حيث أن ديربي غرب لندن الذي يجمع الفريق بفولهام أو كوينز بارك رينجرز لم يحظَ بنفس الشهرة نظرًا لأن الفرق الثلاثة غالبًا ما كانت في درجات مختلفة. وفي عام 2004 أطلق موقع Planetfootball.com استفتاءً أظهر أن مشجعي تشيلسي يعتبرون أن المنافسين الأبرز للفريق هم آرسنال وتوتنهام ومانشستر يونايتد على التوالي، ويقال أن المنافسة مع توتنهام تطورت بعد نهائي كأس الاتحاد الإنجليزي الذي جمع الفريقين عام 1967 حيث كان أول نهائي يجمع بين فريقين لندنيين. كما أن لتشيلسي منافسة أخرى قوية مع فريق ليدز يونايتد تعود إلى سلسلة من المباريات الساخنة والمثيرة للجدل في الستينيات والسبعينيات وأبرزها نهائي كأس الاتحاد الإنجليزي عام 1970. ومؤخرًا تطورت منافسة أخرى مع نادي ليفربول بعد عدة مواجهات في منافسات الكأس.

## الملكية والتمويل
أسس غاس ميرز نادي تشيلسي عام 1905، وبعد وفاته عام 1912 انتقلت ملكية النادي إلى أحفاده حتى عام 1982 حين اشتراه كين بايتس من حفيد ابن أخيه بريان ميرز مقابل جنيهًا استرلينيًا واحدًا. في عام 2003 اشترى رجل الأعمال الروسي رومان أبراموفيتش أكثر من 50% من أسهم النادي.

## اللاعبون

### تشكيلة الفريق

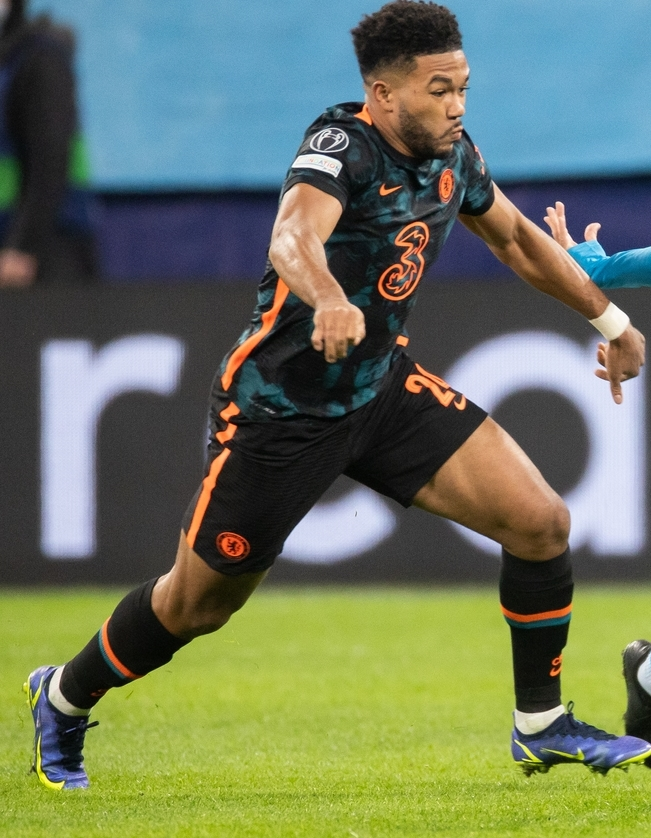
رييس جيمس قائد الفريق

آخر تحديث 31 أغسطس 2024.
ملاحظة: تشير الأعلام إلى المنتخب بحسب قواعد الأهلية المعتمدة من قبل الفيفا؛ تنطبق بعض الاستثناءات المحدودة. وقد يحمل اللاعبون أكثر من جنسية لا تعترف بها الفيفا.
| الرقم | البلد     | المركز | اللاعب           |
| ----- | --------- | ------ | ---------------- |
| 1     | إسبانيا   | حارس   | روبرت سانشيز     |
| 2     | فرنسا     | مدافع  | أكسيل ديساسي     |
| 3     | إسبانيا   | مدافع  | مارك كوكورييا    |
| 4     | إنجلترا   | مدافع  | توسين أدارابيويو |
| 5     | فرنسا     | مدافع  | بينوا بادياشيلي  |
| 6     | إنجلترا   | مدافع  | ليفي كولويل      |
| 7     | البرتغال  | مهاجم  | بيدرو نيتو       |
| 8     | الأرجنتين | وسط    | إينزو فرنانديز   |
| 10    | أوكرانيا  | مهاجم  | ميخايلو مودريك   |
| 11    | إنجلترا   | مهاجم  | نوني مادويكي     |
| 12    | الدنمارك  | حارس   | فيليب يورجنسن    |
| 13    | إنجلترا   | حارس   | ماركوس بتينلي    |
| 14    | البرتغال  | وسط    | جواو فيليكس      |
| 15    | السنغال   | مهاجم  | نيكولاس جاكسون   |
| 17    | إنجلترا   | وسط    | كارني تشوكويميكا |

| الرقم | البلد     | المركز | اللاعب                                 |
| ----- | --------- | ------ | -------------------------------------- |
| 18    | فرنسا     | مهاجم  | كريستوفر نكونكو                        |
| 19    | إنجلترا   | مهاجم  | جيدون سانشو (معارًا من مانشستر يونايتد) |
| 20    | إنجلترا   | وسط    | كول بالمر                              |
| 21    | إنجلترا   | مدافع  | بن تشيلويل                             |
| 22    | إنجلترا   | وسط    | كيرنان ديوسبري هال                     |
| 24    | إنجلترا   | مدافع  | رييس جيمس                              |
| 25    | الإكوادور | وسط    | مويسيس كايسيدو                         |
| 27    | فرنسا     | مدافع  | مالو غوستو                             |
| 29    | فرنسا     | مدافع  | ويسلي فوفانا                           |
| 31    | إيطاليا   | وسط    | تشيزاري كاسادي                         |
| 37    | إنجلترا   | وسط    | أوماري كيليمان                         |
| 38    | إسبانيا   | مهاجم  | مارك غويو                              |
| 40    | البرتغال  | مدافع  | لوكاس بيرغفال                          |
| 45    | بلجيكا    | وسط    | روميو لافيا                            |
| 47    | فنلندا    | حارس   | لوكاس بيرغستروم                        |

### اللاعبون المُعارون
- تنتهي إعارة جميع اللاعبين في 30 يونيو 2023.[63]

ملاحظة: تشير الأعلام إلى المنتخب بحسب قواعد الأهلية المعتمدة من قبل الفيفا؛ تنطبق بعض الاستثناءات المحدودة. وقد يحمل اللاعبون أكثر من جنسية لا تعترف بها الفيفا.
| الرقم | البلد            | المركز | اللاعب                                 |
| ----- | ---------------- | ------ | -------------------------------------- |
| —     | إنجلترا          | حارس   | برنس أديغوكي (إلى ويلينج يونايتد)      |
| —     | إنجلترا          | حارس   | ناثان باكستر (إلى هال سيتي)            |
| —     | فنلندا           | حارس   | لوكاس بيرجستروم (إلى بيتربورو يونايتد) |
| —     | إنجلترا          | حارس   | جيمي كامينغ (إلى ميلتون كينز دونز)     |
| —     | الولايات المتحدة | حارس   | غابرييل سلونينا (إلى شيكاغو فاير)      |
| —     | الولايات المتحدة | حارس   | إيثان وادي (إلى نادي وكينغ)            |

| الرقم | البلد            | المركز | اللاعب                                 |
| ----- | ---------------- | ------ | -------------------------------------- |
| —     | إنجلترا          | مدافع  | هنري لورانس (إلى ميلتون كينز دونز)     |
| —     | أيرلندا الشمالية | مدافع  | سام ماكليلاند (إلى نادي بارو)          |
| —     | إنجلترا          | وسط    | تينو أنجورين (إلى هدرسفيلد تاون)       |
| —     | النرويج          | مهاجم  | بريان فيابيما (إلى نادي روسنبورغ)      |
| —     | غانا             | مدافع  | عبد الرحمن بابا (إلى ريدنغ)            |
| —     | إنجلترا          | وسط    | كالوم هودسون أودوي (إلى باير ليفركوزن) |
| —     | فرنسا            | مدافع  | مالانغ سار (إلى موناكو)                |
| —     | ويلز             | مدافع  | إيثان أمباديو (إلى سبيزيا)             |

## إنجازات وألقاب
| - الدوري الإنجليزي الدرجة الأولى/الدوري الممتاز - البطل (6 مرات): 1954–55، 2004–05، 2005–06، 2009–10، 2014–15، 2016–17 - الوصيف (4 مرات): 2003–04، 2006–07، 2007–08, 2010–11 - كأس الاتحاد الإنجليزي - البطل (8 مرات): 1970 ,1997، 2000، 2007، 2009، 2010، 2012, 2018 - الوصيف (8 مرات): 1915، 1967، 1994، 2002، 2017، 2020، 2021، 2022 - كأس رابطة الأندية الإنجليزية المحترفة - البطل (5 مرات): 1965، 1998، 2005، 2007، 2015 - الوصيف (5 مرات): 1972، 2008، 2019، 2022، 2024 - درع المجتمع الإنجليزي - البطل (4 مرات): 1955، 2000، 2005، 2009 - الوصيف (9 مرات): 1970، 1997، 2006، 2007، 2010، 2012، 2015, 2017, 2018 - كأس الفرق - البطل (مرتين): 1986، 1990 |

### أوروبياً
- دوري أبطال أوروبا
  - البطل (مرتين): 2011–12، 2020–21
  - الوصيف (مرة واحدة): 2007–08
- كأس الاتحاد الأوروبي/الدوري الأوروبي
  - البطل (مرتين): 2012–13، 2018–19
- دوري المؤتمر الأوروبي
  - البطل (مرة واحدة): 2024–25
- كأس أوروبا للأندية أبطال الكؤوس
  - البطل (مرتين): 1971، 1998
- كأس السوبر الأوروبي
  - البطل (مرتين): 1998، 2021
  - الوصيف (3 مرات): 2012، 2013، 2019

## تشيلسي للسيدات
يملك نادي تشيلسي فريق كرة قدم للسيدات، نادي تشيلسي لكرة القدم للسيدات، والمعروف سابقًا باسم تشيلسي للسيدات. لقد انضموا إلى فريق الرجال منذ عام 2004  وهم جزء من برنامج التنمية المجتمعية للنادي. يلعبون مبارياتهم على أرضهم في كينغسميدو، والذي كان في السابق الملعب الرئيسي لنادي إيه أف سي ويمبلدون الذي يلعب في دوري الدرجة الثانية الإنجليزية. تم ترقية النادي إلى دوري الدرجة الممتازة لأول مرة في عام 2005 باعتباره بطل القسم الجنوبي وفاز بكأس مقاطعة ساري تسع مرات بين عامي 2003 و2013. في عام 2010، كان فريق تشيلسي للسيدات أحد الأعضاء المؤسسين الثمانية للدوري الإنجليزي الممتاز للسيدات. في عام 2015، فاز فريق تشيلسي للسيدات بكأس الاتحاد الإنجليزي للسيدات لأول مرة، بعد أن تغلب على فريق نوتس كاونتي للسيدات في ملعب ويمبلي،  وبعد شهر واحد فاز بأول لقب له في الدوري الإنجليزي الممتاز للسيدات لإكمال ثنائية الدوري والكأس. في عام 2018، فازوا بلقب الدوري وكأس الاتحاد الإنجليزي للمرة الثانية. وبعد عامين، في عام 2020، كرروا نجاحهم المزدوج بالفوز بلقب الدوري الثالث وكأس الرابطة الإنجليزية السيدات لأول مرة. في موسم 2020–21، فاز تشيلسي بالثلاثية المحلية بفوزه بالدوري وكأس الاتحاد الإنجليزي وكأس الرابطة. وصلوا إلى نهائي دوري أبطال أوروبا للسيدات لأول مرة، وخسروا أمام برشلونة 4–0.
جون تيري، القائد السابق لفريق تشيلسي للرجال، هو رئيس نادي تشيلسي للسيدات.

## المدربون
القائمة التالية تضم أسماء المدربين الذين فازوا بلقب واحد على الأقل مع الفريق:
| المدرب           | الفترة              | عدد الألقاب | الألقاب |
| ---------------- | ------------------- | ----------- | --- |
| تيد دريك         | 1952–1961           | 2           | الدوري الإنجليزي (1)، درع المجتمع الإنجليزي (1)                                                                                     |
| تومي دوكيرتي     | 1962–1967           | 1           | كأس الرابطة الإنجليزية (1) |
| ديف سيكستون      | 1967–1974           | 2           | كأس الاتحاد الإنجليزي (1)، كأس الكؤوس الأوروبية (1)                                                                                 |
| جون نيل          | 1981–1985           | 1           | دوري الدرجة الأولى الإنجليزي (1) |
| جون هولينز       | 1985–1988           | 1           | كأس فل ميمبرز (1) |
| بوبي كامبل       | 1988–1991           | 2           | دوري الدرجة الأولى الإنجليزي (1)، كأس فل ميمبرز (1)                                                                                 |
| رود خوليت        | 1996–1998           | 1           | كأس الاتحاد الإنجليزي (1) |
| جانلوكا فيالي    | 1998–2000           | 5           | كأس الاتحاد الإنجليزي (1)، كأس الرابطة الإنجليزية (1)، درع المجتمع الإنجليزي (1)، كأس الكؤوس الأوروبية (1)، كأس السوبر الأوروبي (1) |
| جوزيه مورينيو    | 2004–2007 2013–2015 | 7           | الدوري الإنجليزي (3)،كأس الرابطة الإنجليزية (2)، كأس الاتحاد الإنجليزي (1)، درع المجتمع الإنجليزي (1)                               |
| غوس هيدينك       | 2009 2015–2016      | 1           | كأس الاتحاد الإنجليزي (1) |
| كارلو أنشيلوتي   | 2009–2011           | 3           | الدوري الإنجليزي (1)، كأس الاتحاد الإنجليزي (1)، درع المجتمع الإنجليزي (1)                                                          |
| روبيرتو دي ماتيو | 2012                | 2           | كأس الاتحاد الإنجليزي (1)، دوري أبطال أوروبا (1)                                                                                    |
| رافاييل بينيتيز  | 2012–2013           | 1           | كأس الاتحاد الأوروبي (1) |
| أنطونيو كونتي    | 2016–2018           | 2           | الدوري الإنجليزي (1)، كأس الاتحاد الإنجليزي (1)                                                                                     |
| ماوريسيو ساري    | 2018–2019           | 1           | الدوري الأوروبي (1) |
| توماس توخيل      | 2021–2022           | 3           | دوري أبطال أوروبا (1)، كأس السوبر الأوروبي (1)، كأس العالم للأندية (1)                                                              |
| إنزو ماريسكا     | 2024–حتى الآن       | 3           | دوري المؤتمر الأوروبي (1) |

## الإحصائيات
الخط العريض يدل علي لاعبين مازالو يلعبون مع الفريق.

### الأكثر تسجيلاً
|    | اللاعب        | السنوات               | الدوري | كأس إنجلترا | كأس الرابطة | أوروبا | أخرى1 | المجموع |
| -- | ------------- | --------------------- | ------ | ----------- | ----------- | ------ | ----- | ------- |
| 1  | فرانك لامبارد | 2001–2014             | 146    | 26          | 12          | 25     | 1     | 211     |
| 2  | بوبي تامبلينغ | 1959–1970             | 164    | 25          | 10          | 3      | 0     | 202     |
| 3  | كيري ديكسون   | 1983–1992             | 147    | 8           | 25          | 0      | 13    | 193     |
| 4  | ديدييه دروغبا | 2004–2012             | 100    | 12          | 9           | 34     | 2     | 164     |
| 5  | روي بينتلي    | 1948–1956             | 128    | 21          | 0           | 0      | 1     | 150     |
| 5  | بيتر أوسغود   | 1964–1974 & 1978–1979 | 105    | 19          | 10          | 16     | 0     | 150     |
| 7  | جيمي غريفز    | 1957–1961             | 124    | 3           | 2           | 3      | 0     | 132     |
| 8  | جورج ميلز     | 1929–1943             | 118    | 7           | 0           | 0      | 0     | 125     |
| 9  | جورج هيلسدون  | 1906–1912             | [99    | 9           | 0           | 0      | 0     | 108     |
| 10 | باري بريدجز   | 1958–1966             | 80     | 9           | 3           | 1      | 0     | 93      |

1 تشمل أهداف درع المجتمع الإنجليزي..

### الأكثر مشاركة
|    | اللاعب        | السنوات               | الدوري | كأس إنجلترا | كأس الرابطة | أوروبا | أخرى1 | المجموع |
| -- | ------------- | --------------------- | ------ | ----------- | ----------- | ------ | ----- | ------- |
| 1  | رون هاريس     | 1961–1980             | 655    | 64          | 48          | 27     | 1     | 795     |
| 2  | بيتر بونيتي   | 1959–1979             | 600    | 57          | 45          | 26     | 1     | 729     |
| 3  | جون تيري      | 1998–2017             | 492    | 58          | 37          | 124    | 6     | 717     |
| 4  | فرانك لامبارد | 2001–2014             | 424    | 58          | 34          | 113    | 10    | 639     |
| 5  | جون هولينز    | 1963–1975 & 1983–1984 | 465    | 51          | 48          | 27     | 1     | 592     |
| 6  | بيتر تشيك     | 2004–2015             | 333    | 33          | 17          | 103    | 8     | 494     |
| 7  | دينيس وايس    | 1990–2001             | 332    | 38          | 30          | 38     | 7     | 445     |
| 8  | ستيف كلارك    | 1987–1998             | 330    | 36          | 26          | 12     | 17    | 421     |
| 9  | كيري ديكسون   | 1983–1992             | 335    | 20          | 41          | 0      | 24    | 420     |
| 10 | إيدي ماكريدي  | 1962–1974             | 331    | 41          | 22          | 16     | 0     | 410     |

1  يشمل الظهور في كل من: درع المجتمع الإنجليزي، تصفيات دوري كرة القدم، كأس السوبر الأوروبي وكأس العالم للأندية.

## روابط خارجية
- نادي تشيلسي على موقع الموسوعة البريطانية (الإنجليزية)
- نادي تشيلسي على موقع ميوزك برينز (الإنجليزية)

1. ↑  عند تأسيسه في عام 1992، أصبح الدوري الإنجليزي الممتاز هو المستوى الأعلى في كرة القدم الإنجليزية؛ ثم أصبح دوري كرة القدم الدرجة الأولى والدرجة الثانية هما المستويان الثاني والثالث على التوالي. منذ عام 2004، أصبح دوري الدرجة الأولى هو دوري البطولة الإنجليزية وأصبح دوري الدرجة الثانية هو الدوري الإنجليزي الدرجة الأولى.